# 坎普斯环化反应
坎普斯喹啉合成（Camps quinoline synthesis），又称坎普斯环化反应，是指邻酰氨基苯乙酮在氢氧化钠的醇溶液存在下发生环化，生成两种羟基喹啉（A 和 B）的混合物。
羟基喹啉在固态和溶液中实际上是以更为稳定的酮式喹啉酮的形式存在。两种产物的比例与反应条件与底物结构有关。